# شهرستان یوپورغا
شهرستان یوپورغا (به اویغوری: يوپۇرغا ناھىيىسى)(به چینی: 岳普湖县، به پین‌یین: Yuèpǔhú Xiàn) یک شهرستان‌ در چین است که در ولایت کاشغر واقع شده‌است.

شهرستان یوپورغا در سال ۱۹۴۳ میلادی تاسیس شد.

## جمعیت
| ترکیب قومیتی شهرستان یوپورغا | ترکیب قومیتی شهرستان یوپورغا | ترکیب قومیتی شهرستان یوپورغا | ترکیب قومیتی شهرستان یوپورغا | ترکیب قومیتی شهرستان یوپورغا |
| ---------------------------- | ---------------------------- | ---------------------------- | ---------------------------- | ---------------------------- |
| قومیت                        | قومیت                        |                              | درصد                         | درصد                         |
| اویغور                       | اویغور                       |                              | ۹۴٫۸٪                        | ۹۴٫۸٪                        |
| هان                          | هان                          |                              | ۵٫۰٪                         | ۵٫۰٪                         |
| سایر                         | سایر                         |                              | ۰٫۲٪                         | ۰٫۲٪                         |
| منبع سرشماری جمعیت :         |                              |                              |                              |                              |